# Georges Paillard
Pour les articles homonymes, voir Paillard.
Georges Paillard, né le 12 février 1904 à Sainte-Gemmes-d'Andigné et mort le 22 avril 1998 à Angers, est un coureur cycliste français.
Spécialiste du demi-fond, il a été deux fois champion du monde, et six fois champion de France de la discipline.

## Biographie

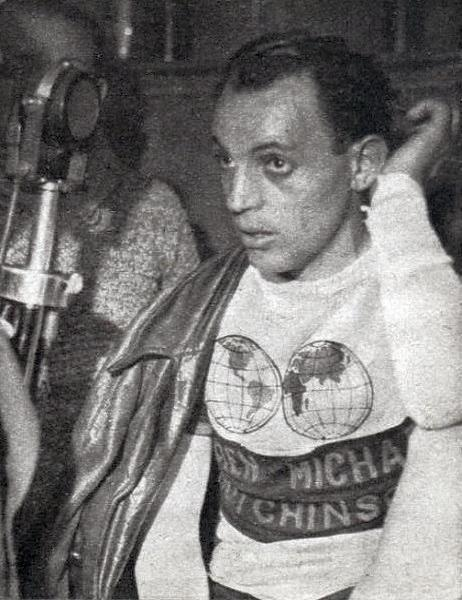
Paillard en octobre 1937, après son record mondial de l'heure derrière une grosse moto (entre Chartres et Paris-Porte de Saint-Cloud).

Georges Paillard commence la compétition chez les amateurs dès l'âge de 14 ans, en 1918. Il se classe cette année-là troisième du championnat de France amateur. Il commence sa carrière sur la route, avec le maillot blanc et noir du Vélo Club de Levallois, gagne Paris-Évreux, Paris-Rouen, le challenge individuel, le Critérium des Aiglons, et prend des places excellentes dans de grandes épreuves classiques. En 1922, il est champion de France junior de vitesse. L'année suivante, après des succès sur route lors de Paris-Dieppe et Rouen-Le Havre, il passe professionnel en novembre.
Léon Didier lui conseille de faire du demi-fond et de débuter avec lui. Il se spécialise dans le demi-fond. Il devient champion de France en 1928 et le reste jusqu'en 1932. Après un abandon en 1933, il acquiert un dernier titre en 1934. Il est sacré champion du monde à deux reprises, en 1929 et 1932.
Georges Paillard bat également plusieurs records derrière entraîneur. Le 29 mars 1937, il bat ainsi sur un vélo de type stayer le record du monde de vitesse en atteignant 137,404 km/h à l'autodrome de Montlhéry. Début octobre 1937, il fait le trajet Chartres-Paris (86 kilomètres jusqu'à la Porte de Saint-Cloud) en 1 heure et 8 minutes, soit 75,880 km/h de moyenne, derrière la moto d'usine 1000 cm3 de son entraîneur Guérin : en 1949 il rebat le record de l'heure, en parcourant 96,480 km.

### Famille
Georges Paillard est le frère d'Antoine Paillard, aviateur s'étant illustré lors de la Première Guerre Mondiale puis devenu garagiste et vendeur de vélos à Segré.

## Palmarès sur route

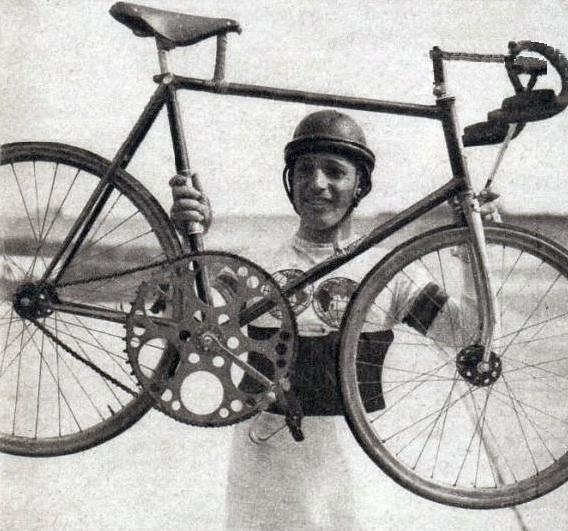
Paillard et son vélo de stayer, utilisé en mars 1937 (puis octobre) pour son record mondial de vitesse à vélo sur le plat derrière abri, à l'autodrome de Linas-Montlhéry (137,404 km/h).

- 1923
  - Championnat de Paris amateurs
  - Paris-Dieppe
  - Rouen-Le Havre
- 1937
  - Critérium des As

## Palmarès sur piste

### Championnats du monde
- Zurich 1929
  -  Champion du monde de demi-fond

- Zurich 1930
  -  Médaillé d'argent du demi-fond

- Rome 1932
  -  Champion du monde de demi-fond

### Championnats nationaux
- Champion de France de demi-fond en 1928, 1929, 1930, 1931, 1932 et 1934
- 2e du championnat de France de demi-fond en 1938
- 3e du championnat de France de demi-fond en 1927 et 1935

### Grand Prix
- Grande Finale de la course de la Médaille 1919
- Grand Prix du Conseil municipal : 1929
- Grand Prix d'Auteuil en 1930 et 1932
- Grand Prix de Buffalo en 1931
- Grand Prix de Noël en 1931
- Grand Prix de Bordeaux : 1941